# Арефьев, Пётр Алексеевич
Пётр Алексе́евич Аре́фьев (12 [25] июня 1913, Старая Русса, Новгородская губерния — 1 апреля 1950, Ташкент) — лётчик-штурмовик, командир эскадрильи 826-го штурмового авиаполка (335-й штурмовой авиационной Витебской Краснознамённой ордена Суворова  дивизии, 3-й воздушной армии). Герой Советского Союза.

## Биография
Пётр Алексеевич Арефьев родился 12 (25) июня 1913 года в семье рабочего. Образование неполное среднее. Член КПСС с 1943 года.
В 1939 году окончил Тамбовское лётное училище Гражданского Воздушного флота и прослушал курс военной подготовки. Работал пилотом гражданских воздушных линий. В 1942 году призван в РККА. С января 1943 года — в действующей армии. Прошёл путь от рядового лётчика до командира эскадрильи.
11 января 1943 года состоялось боевое крещение младшего лейтенанта Арефьева. Уже через пять дней, всего после семи вылетов, он уже вёл шестёрку ИЛ-2 на разгром вражеской колонны.
Советские лётчики восемь раз заходили на цель и уничтожили 3 танка, до 15 автомашин, не менее сотни фашистов. 

11 марта ведущим четвёрки Арефьев уничтожил 8 танков, до 30 автомашин, много живой силы. 15 апреля восьмёрка «илов» разгромила автоколонну по дороге на Ярцево.
Осенью 1943 года 826-й штурмовой полк принимал активное участие в наступательных боевых операциях Духовщинско-Демидовской, Невельской и Городокской. 

24 июня 1944 года в ходе операции «Багратион» шестёрка штурмовиков капитана Арефьева уничтожила фашистскую переправу через Западную Двину в районе Витебска, уничтожив при этом танки и бронетранспортёры противника. При осмотре самолёта Арефьева механик обнаружил двадцать пробоин.
25 июня1944 года шестёрка Арефьева уничтожила очередную колонну противника. Летчики возвращались на аэродром, когда их атаковали немецкие «Фокке-вульфы». Зная, что горючего в баках «илов» осталось на 10-12 минут, комэск приказал им садиться. А сам прикрывал товарищей, сражаясь с превосходящими силами противника. Этот эпизод нашёл отражение в воспоминаниях его однополчанина Владимира Гуляева «В воздухе „илы“».
23 февраля 1945 года Пётр Алексеевич Арефьев был удостоен звания Героя Советского Союза с вручением Ордена Ленина и медали Золотая Звезда (№ 4184).
В наградном листе отмечалось:
С августа 1943 года по август 1944 года ведомые Арефьева произвели 572 эффективных боевых вылета, при этом уничтожили 22 танка, до 700 автомашин и повозок, свыше гитлеровских солдат и офицеров, взорвали четыре эшелона, два железнодорожных моста, шесть складов с боеприпасами и горючим, создали 51 очаг пожара …

Лично капитан Арефьев 
 «совершил 109 боевых вылетов, уничтожил до 15 танков, до 30 орудий, до 170 автомашин и повозок, не менее 300 солдат и офицеров противника. Им взорвано 3 вражеских эшелона, несколько складов боеприпасов и горючего, создано 22 очага пожара»
. 8 раз Арефьев вёл бой с превосходящими силами противника, 18 раз был подбит, но всегда возвращался на аэродром.

## Награды
Войну лётчик закончил кавалером восемнадцати правительственных наград. В том числе:
- Орден Ленина
- Орден Александра Невского
- 2 Ордена Красного Знамени
- 2 Ордена Отечественной войны I степени
- Орден Красной Звезды

В ноябре 1945 года майор Арефьев вышел в запас. Жил и работал в Ташкенте. Скончался Пётр Алексеевич Арефьев 1 апреля 1950 года от тяжёлой болезни.
Бюст Героя Советского Союза П. Арефьева установлен на Аллее Героев в Парке Победы в городе Старая Русса.